# Malsburg-Marzell
Malsburg-Marzell est une commune allemande en Bade-Wurtemberg, située dans le district de Fribourg-en-Brisgau. Elle se trouve au sud-est de Müllheim.